# Caldas da Rainha
Caldas da Rainha is een plaats en gemeente in het Portugese district Leiria. Gelegen aan de westkust in het midden van Portugal net boven Obidos, iets meer dan 80km ten noorden van Lissabon.
De gemeente heeft een totale oppervlakte van 256 km² en telde iets meer dan 51.000 inwoners in 2011. In Caldas zijn meerdere kunst gerelateerde instituten gevestigd. Sinds 2008 is er een nieuw cultureel centrum. Behalve een winkelstraat zijn er meerdere markten. Een van deze markten heeft een ondergrondse parkeerplaats en ligt midden in het centrum. De stad heeft een treinstation en er zijn busverbindingen. Caldas ligt oost van de A8, die Lissabon met Leiria verbindt.
Caldas vooral bekend vanwege de fruitteelt, de productie van traditioneel keramiek en de thermale baden die men er kan nemen.

## Geschiedenis
Caldas da Rainha werd gesticht door Eleonora van Viseu, koningin Leonor, vrouw van koning João II. Op een dag in 1484, toen zij komende van Batalha mensen zag die zich baden in het onaangenaam ruikende water, vroeg zij hun waarom zij dat deden. De baders vertelden haar dat het water hielp tegen reuma en artritis. Zij had reuma en besloot ook baden te nemen. Er volgde verbetering van haar conditie en ze liet op de plek met het water een kuuroord bouwen. De bouw begon in 1485, de eerste patiënten kwamen in 1488 en de constructie was geheel klaar in 1497. De naam van het dorp dat rond het kuuroord groeide verwijst zowel naar de koningin als naar de baden.

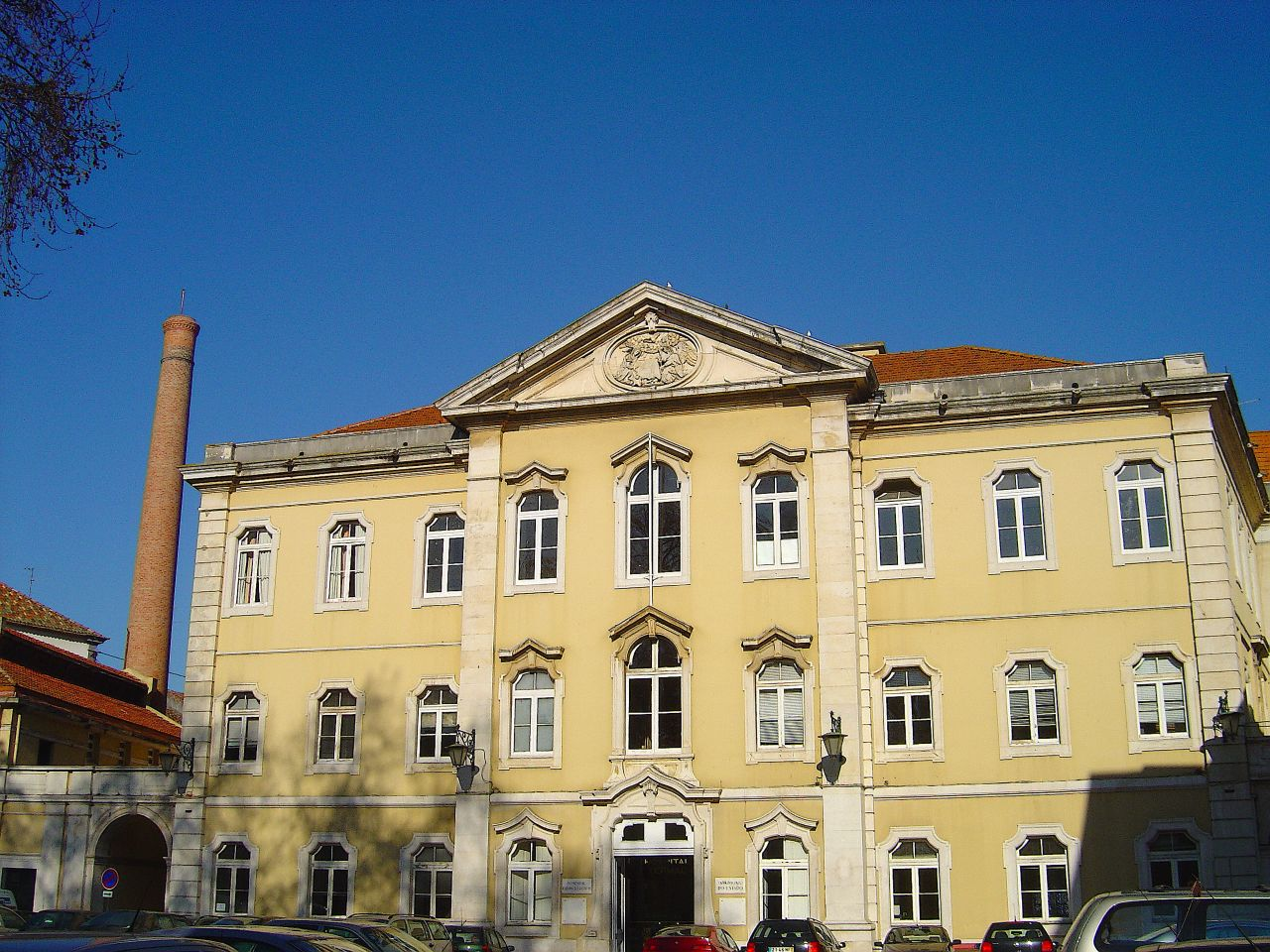
Kuuroord

## Plaatsen in de gemeente
- A-dos-Francos
- Alvorninha
- Carvalhal Benfeito
- Coto
- Foz do Arelho
- Landal
- Nadadouro
- Nossa Senhora do Pópulo (Caldas da Rainha)
- Salir de Matos
- Salir do Porto
- Santa Catarina
- Santo Onofre (Caldas da Rainha)
- São Gregório
- Serra do Bouro
- Tornada
- Vidais